# Little Queenie
Little Queenie è un brano musicale composto ed interpretato dal cantautore statunitense Chuck Berry, incluso nell'album Chuck Berry Is on Top del 1959, e pubblicato su singolo come doppio lato A (con Almost Grown).
Berry eseguì la canzone nei film Go, Johnny Go! (1959) e Hail! Hail! Rock 'n' Roll (1987). Nel corso degli anni, la canzone è stata reinterpretata da molti artisti, inclusi Beatles, Rolling Stones, e REO Speedwagon. Un anno prima, Berry aveva pubblicato il brano Run Rudolph Run, una canzone di Natale con una melodia molto simile.

## Tracce singolo
1. Almost Grown - 2:21
2. Little Queenie - 2:43